# 岡崎百々子
岡崎 百々子（おかざき ももこ、2003年3月3日 - ）は、日本のシンガー、ダンサー、アイドル。2023年4月よりMOMOMETAL名義でメタルダンスユニット「BABYMETAL」のスクリーム＆ダンスを担当。女性アイドルグループ「さくら学院」の元メンバーで、BABYMETALの元サポートダンサー。アミューズ所属。お笑いタレントの博多華丸の次女で神奈川県出身。

## 来歴
福岡県生まれ。3歳の時に父の東京進出に伴い、一家で神奈川県に移住した。
アミューズに所属し、2015年5月6日、恵比寿ザ・ガーデンホールで開催された「さくら学院 2015年度 〜転入式〜」にて、さくら学院へ転入（加入）。クラブ活動（派生ユニット）では、クッキング部（ミニパティ）と科学部（科学究明機構ロヂカ?）として活動。2017年度の転入式にて、さくら学院の「顔笑れ!!委員長」に就任。さくら学院の活動と並行して『LOVE berry』のレギュラーモデルや女優としても活動し、2017年12月から2018年2月にかけて、『ミュージカル「黒執事」-Tango on the Campania-』にエリザベス・ミッドフォード役で出演した。
2018年3月24日に中野サンプラザで開催されたライブ「The Road to Graduation 2017 Final 〜さくら学院 2017年度 卒業〜」をもってさくら学院を卒業し、同月末にアミューズとのアーティスト契約を終了。同グループ卒業後は、英語習得を目的とした海外留学すると報告した。
2019年6月に開始されたBABYMETALの2019年度の世界ツアー「METAL GALAXY WORLD TOUR」から、アベンジャーズ（サポートダンサー3名）のうちの1人として起用され、8月4日に開催された台湾の音楽フェス『SUPER SLIPPA 10』で初出演した。ライブ出演時の「DA DA DANCE (feat. Tak Matsumoto)」「Light and Darkness」のパフォーマンス映像は同曲のミュージックビデオに採用されている。
2021年8月からMnetで放送される韓国のオーディション番組『Girls Planet 999』に参加。
2023年4月の公演「BABYMETAL BEGINS - THE OTHER ONE -」より、BABYMETALの正規メンバー「MOMOMETAL」としての活動を開始。

## 人物
特技はダンス、ダブルダッチ、ローラースケート。特にダンスに関しては、さくら学院の公演でダンス選抜ユニットをプロデュースし、振付と照明演出を行ったこともある。

## 出演

### テレビ
- 12歳。〜ちっちゃなムネのトキメキ〜（2016年、TOKYO MX 他） - 「12歳。サポーターズ」としてミニコーナーに出演。
- 咲-Saki- 阿知賀編 episode of side-A 第3話（2017年12月17日、MBSテレビ 他） - 車井百花 役[16]
- BABYMETALのサポートダンサー
  - NHK WORLD-JAPAN presents SONGS OF TOKYO Festival 2020 （2020年10月24日、NHKワールド　JAPAN/2021年1月3日、NHK総合/2021年1月16日〈初回放送〉、NHK BS4K/2021年1月22日、NHK BSプレミアム）[17]
  - MTV VMAJ 2020 −THE LIVE−（2020年11月29日、MTVジャパン/Hulu）
  - CDTVライブ！ライブ！クリスマススペシャル（2020年12月21日、TBS 他）
  - ミュージックステーション　ウルトラSUPER LIVE 2020（2020年12月25日、テレビ朝日 他）
  - 第71回NHK紅白歌合戦（2020年12月31日、NHK総合・NHKワールド・プレミアム・NHK BS4K・NHK BS8K）
  - 10 BABYMETAL BUDOKAN 〜Introduction〜（2021年5月30日〈初回放送〉、WOWOW）[18]
  - 10 BABYMETAL BUDOKAN ～LEGEND～（2021年6月26日〈初回放送〉、WOWOW）
  - 10 BABYMETAL BUDOKAN ～MYTH～（2021年7月25日〈初回放送〉、WOWOW)
  - BABYMETAL RETURNS - THE OTHER ONE -（2023年3月25日〈初回放送〉、WOWOW)[19]
- Girls Planet 999（2021年8月6日 -、Mnet他）[13]

### 映画
- イタズラなKiss THE MOVIE〜ハイスクール編〜（2016年11月25日、ギャガ・プラス） - 入江理加 役
- 咲-Saki-阿知賀編 episode of side-A（2018年1月20日、ティ・ジョイ） - 車井百花 役[20]

### 舞台
- ミュージカル「黒執事」-Tango on the Campania-（2017年12月 - 2018年2月、TBS赤坂ACTシアター) - エリザベス・ミッドフォード 役

### ライブ

#### BABYMETALサポートダンサー
- BABYMETAL「METAL GALAXY WORLD TOUR」（2019年8月4日 - 2020年3月1日）
  - SUPER SLIPPA 10 （8月4日、 台湾南港展覧館）
  - US TOUR 2019 (9月8日 - 10月13日、 全米各地9公演（LIVE AT THE FORUM除いて））
    - LIVE AT THE FORUM (10月11日、 ザ・フォーラム）

  - JAPAN TOUR 2019  (11月16日、17日、さいたまスーパーアリーナ)
    - APOCRYPHA – ANOTHER GALAXY（12月16日、17日、Zepp ダイバーシティ東京）
    - COUNTDOWN JAPAN 19/20（2019年12月28日、幕張メッセ国際展示場）
    - EXTRA SHOW LEGEND - METAL GALAXY（2020年1月25日、26日、幕張メッセ国際展示場）

  - EU/UK TOUR（2020年2月14日 - 3月1日） 欧州各地10公演
- BABYMETAL「STAY METAL STAY ROCK-MAY-KAN」（2020年12月12日、目黒鹿鳴館）WEB会員限定オンライン配信
- BABYMETAL「10 BABYMETAL BUDOUKAN」（2021年1月19日 - 4月15日、日本武道館）全10公演
- BABYMETAL RETURNS - THE OTHER ONE -（2023年1月28日、29日、幕張メッセ国際展示場）

### CM
- TAMAGOTCHI 4U（2015年、バンダイ）

### PV・MV
- TV番組 しまじろうのわお！グーチョキパーで　パンプキン - YouTube（2017年） - 歌とダンスを担当
- BABYMETAL - DA DA DANCE (feat. Tak Matsumoto) - YouTube（2019年）- サポートダンサーとして
- BABYMETAL - Light and Darkness - YouTube（2023年）- サポートダンサーとして

### 雑誌連載
- LOVE berry（2016年1月 - 2017年、徳間書店） - レギュラーモデル

### イベント
- ULTRA TEENS FES 超十代 2016@TOKYO（2016年3月29日、幕張メッセ） - ラブベモデルとして
- 東京おもちゃショー2016（2016年6月12日、東京国際展示場） - 「12歳。サポーターズ」として[21]
- ちゃおサマーフェスティバル2016（2016年8月20日・21日、パシフィコ横浜） - 「12歳。サポーターズ」として
- JACK-O-LAND （2016年10月29日・30日、横浜アリーナ）
- ジャック・オー・ランド（2017年10月21日・22日、横浜アリーナ）